# Euphorbia lancasteriana
Euphorbia lancasteriana är en törelväxtart som beskrevs av Radcl.-sm.. Euphorbia lancasteriana ingår i släktet törlar, och familjen törelväxter. Inga underarter finns listade i Catalogue of Life.